# Streblocera longiscapha
Streblocera longiscapha är en stekelart som beskrevs av John Obadiah Westwood 1882. Streblocera longiscapha ingår i släktet Streblocera och familjen bracksteklar. Enligt den finländska rödlistan är arten nära hotad i Finland. Artens livsmiljö är torra gräsmarker. Inga underarter finns listade i Catalogue of Life.